# Giovanni Battista De Fornari
Giovanni Battista De Fornari (Genova, 1484 – Anversa, XVI secolo) fu il 54º doge della Repubblica di Genova.

## Biografia

Stemma nobiliare dei De Fornari

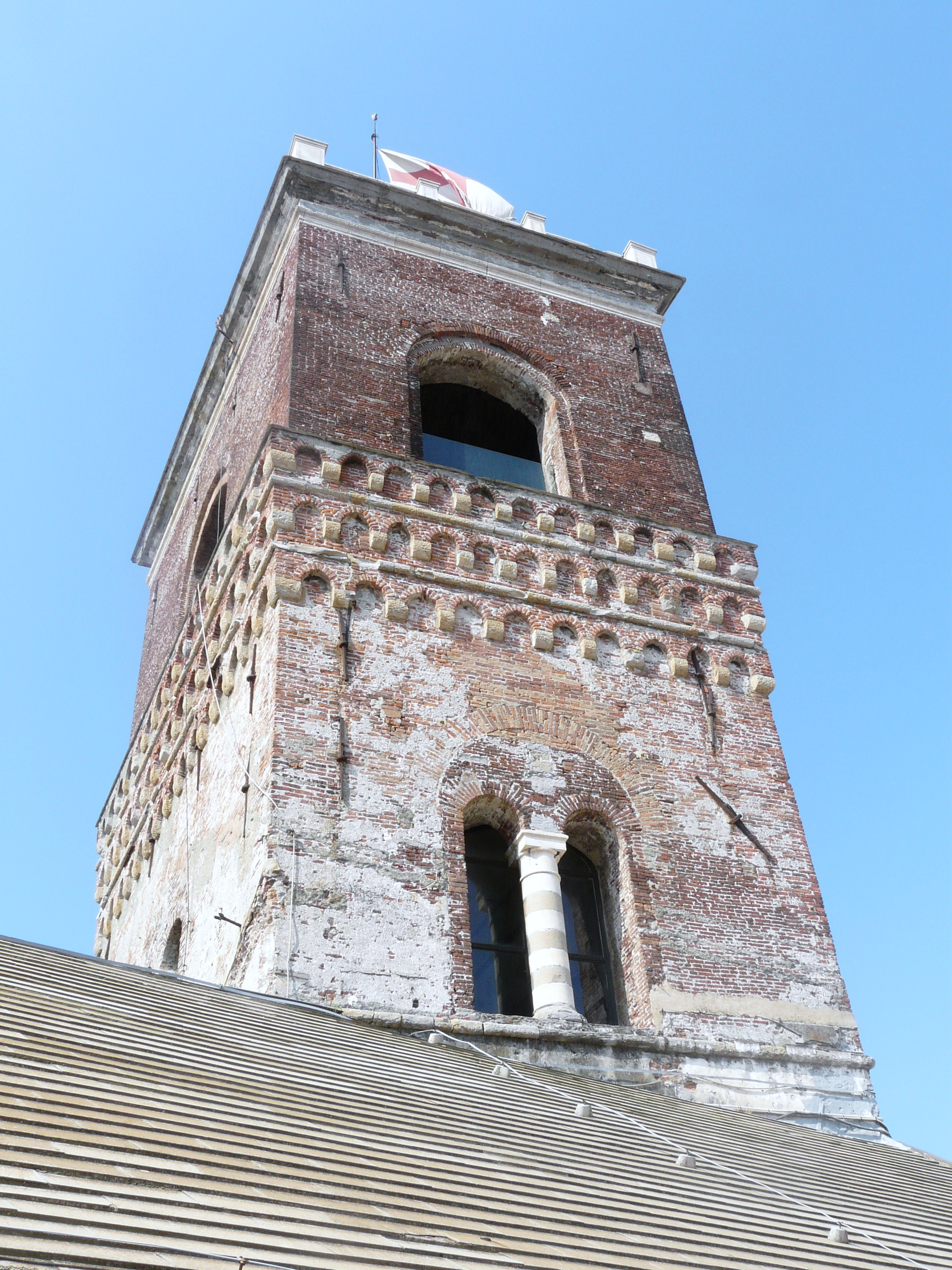
La Torre Grimaldina di palazzo Ducale dove fu rinchiuso Giovanni Battista De Fornari con l'accusa di tradimento alla Repubblica

Figlio di Raffaele De Fornari, quest'ultimo servitore dello Stato come ambasciatore della Repubblica nel 1496 presso la corte di Luigi XI di Francia, nacque a Genova  intorno al 1484.
Giovanni Battista De Fornari iniziò a servire la patria dal 1509 come ufficiale in diverse istituzioni ed elettore negli anni 1516, 1518 e 1522. Come uno dei dodici riformatori della Repubblica, nel 1523, partecipò alle decisioni interne sui rapporti e sulle intenzioni da intraprendere contro la "ribelle" Savona: il suo appello, con un'orazione ad effetto, fu a favore della distruzione della considerata "Cartagine ligure".
Nel 1534 viene eletto tra i consiglieri maggiori e, nel 1540, nominato come uno dei Padri del Comune. Il 4 gennaio 1545, nonostante un forte disappunto dei nobili Vecchi del Portico di San Luca, fu eletto a furor di popolo dai nobili Nuovi di San Pietro come nono doge a mandato biennale di Genova: il cinquantaquattresimo nella storia repubblicana.
Durante il suo mandato rinforzò il porto cittadino e l'alveo del torrente Bisagno, ma soprattutto si adoperò al ripristino della darsena di Savona, città che solamente dodici anni prima avrebbe voluto da riformatore della Repubblica radere al suolo per le alleanze avverse contro Genova. Terminò, come da regolamento, il mandato il 4 gennaio 1547 in concomitanza con la celebre "Congiura di Gianluigi Fieschi".
E proprio questa coincidenza, di fatto la congiura ebbe inizio a partire dai primi giorni di gennaio, creò intorno alla figura dell'ormai ex doge De Fornari una sorta di coinvolgimento in questa delicata fase storica. Ad alimentare i sospetti vi fu inoltre una forzata confessione nel 1549 di un certo frate Clemente dell'Ordine di San Francesco che, imprigionato per sospetti politici su ordine del governatore di Milano Ferrante I Gonzaga, sotto tortura confessò una sorta di alleanza tra l'ex doge e il Regno di Francia per il dominio di Genova in caso di tumulto popolare o per la morte del principe Andrea Doria.
La confessione fu trasmessa ben presto da Milano a Genova dove, nell'ottobre dello stesso anno, il doge Gaspare Grimaldi Bracelli decretò l'arresto di Giovanni Battista De Fornari con l'accusa di tradimento verso la repubblica. Portato nel carcere di palazzo Ducale fu rinchiuso assieme a Domenico Pallavicino Rocca e Paolo Cattaneo Lasagna, questi ultimi considerati suoi complici. L'ex doge cercò di difendersi dall'accusa, giustificando i suoi contatti francesi per il recupero di un suo presunto credito dalla corona d'oltralpe, ma ogni spiegazione fu rigettata dal tribunale che lo rinviò al processo. I tre giudici foresti, nominati esternamente per evitare qualsiasi sentenza "di parte", ne decretarono con sentenza immediata l'allontanamento dallo stato genovese e la privazione della status di senatore e di cittadino della Repubblica. Persino la sentenza destò stupore e sospetti, soprattutto tra i tanti nemici dell'ex doge che si sarebbero aspettati per un accertato o presunto tradimento alla repubblica una condanna a morte, tanto che fu forte il sospetto di una possibile o tentata corruzione per "ammorbidire" la sentenza. Il Senato, chiamato in causa dagli oppositori del De Fornari, non indagò (o per alcuni non volle indagare), ma "curiosamente" licenziò i tre giudici dal servire in futuro la Repubblica.
Dopo due mesi di prigionia, nel dicembre del 1549, Giovanni Battista De Fornari partì per l'esilio ad Anversa, dove morì in data sconosciuta.
Contrasse matrimonio con la figlia di Andrea Ciceri, Marietta.